# 大和撫子七變化
《大和撫子七變化》是日本女歌手小泉今日子的第11張單曲和代表作之一。1984年9月21日發行。

## 簡介
歌詞內容講述日本民族的女性都是大和撫子的性格，為了男人會千依百順，逆來順受。
原本打算9月5日發行，後延遲至9月21日。
同年11月7日，小泉今日子以「KYON2」的名義（小泉的暱稱）發行了12英寸的混音版單曲唱片，並作為自己的第12張單曲，c/w曲收錄之前的歌曲《艷淚的姑娘》的長版本。由於發行量較小，一段時間這張碟在中古唱片市場的價格被炒高到五倍。
單曲發行首週取得Oricon公信榜週冠軍，連續三張單曲取得Oricon冠軍。是1984年11月度的唱片銷量冠軍，連續兩張單曲成為Oricon月榜冠軍。11月底又成為《The Best Ten》冠軍歌曲，小泉的歌曲第二次成為該節目的冠軍歌。12英寸盤在Oricon的最高週間排行也有第5位。
Oricon分開統計兩種類型盤的銷量，7英寸盤總銷量30.1萬張，12英寸盤總銷量11.2萬張。7英寸盤在1984年度的銷量為28.6萬張，是1984年日本單曲銷量第36位。兩種類合計總銷量高達41.3萬張，是小泉在1980年代銷量最高的單曲，以及她歌手生涯銷量第四高的單曲。
1991年11月和另一張單曲《沙灘上的摩登人魚》8cm CD化再發售。
知名少女漫畫《完美小姐進化論》（ヤマトナデシコ七変化♥）的名字就是來自於這首同名歌曲。

## 收錄曲目

### 大和撫子七變化
1. 大和撫子七變化（ヤマトナデシコ七変化）
  - 作詞：康珍化；作曲：筒美京平；編曲：若草惠
2. 橫濱Sweet Rain（ヨコハマ・スイート・レイン）
  - 作詞：康珍化；作曲：筒美京平；編曲：若草惠

### 大和撫子七變化（12英寸）
1. 大和撫子七變化（ヤマトナデシコ七変化）
  - 作詞：康珍化；作曲：筒美京平；編曲：若草惠
2. 艷淚的姑娘（Long Version）（艶姿ナミダ娘）
  - 作詞:康珍化；作曲：馬飼野康二；編曲：馬飼野康二

### 沙灘上的摩登人魚／大和撫子七變化
1. 沙灘上的摩登人魚（渚のはいから人魚）
2. 大和撫子七變化（ヤマトナデシコ七変化）（Karaoke）
3. 沙灘上的摩登人魚（Karaoke）
4. 大和撫子七變化

## 外部連結
- 沙灘上的摩登人魚／大和撫子七變化 唱片介紹（页面存档备份，存于）